# Морін О'Хара
Морін Фітц Сімонс, відома як Морін О'Хара (англ. Maureen O'Hara; 17 серпня 1920 — 24 жовтня 2015) — ірландська та американська акторка і співачка. Ікона «золотого століття» Голлівуду, багато знімалася у вестернах і пригодницьких фільмах Джона Форда разом з Джоном Вейном. Авторка автобіографії.

## Біографія

### Юні роки
Морін Фітц Сімонс народилася в ірландському містечку Ренель, передмісті Дубліна, 17 серпня 1920 року однією з шести дітей у сім'ї ірландського бізнесмена і співвласника футбольного клубу «Шемрок Роверс», і його дружини, колись оперної співачки, а потім власниці магазину жіночого одягу.
Зі своїми молодшими братами і сестрами Морін в юності виступала в театрі місцевого абатства, а потім навчалася акторського мистецтва в школі драми в Дубліні. У ті роки вона, однак, мріяла піти шляхом матері і стати оперною співачкою, оскільки володіла гарним сопрано.
Її батько був дуже практичним і не повністю підтримував прагнення Морін стати акторкою. Він наполіг на тому, щоб вона навчилася корисніших у житті навичок, у разі якщо їй не вдасться стати артисткою. Під цим тиском Морін вступила до бізнес-школи, після закінчення якої здобула спеціальності бухгалтерки і друкарки.

### Початок кар'єри в кіно
Під час навчання в драматичній школі Морін надали можливість пройти проби для кінознімання у Лондоні. Морін вирушила до Англії, де на кіностудії їй довелося приміряти громіздку сукню і вперше випробувати косметику. Кінопроби визнали незадовільними, і наприкінці Морін заявила: «Якщо це кіно, то я не хочу мати з ним нічого спільного».
Проте на цих пробах на студії її помітив уславлений британський актор Чарльз Лоутон. Він порекомендував юну акторку одному зі своїх компаньйонів і в підсумку їй було запропоновано семирічний контракт на кіностудії «Mayflower Pictures». Одну з перших своїх ролей Морін Сімонс виконала в 1939 році у фільмі Альфреда Гічкока «Таверна «Ямайка». Після виходу картини на екрани Лоутон був настільки вражений акторкою, що домігся затвердження її на роль Есмеральди в фільмі «Горбань Собору Паризької Богоматері», зйомки якого проходили того ж року в Голлівуді.

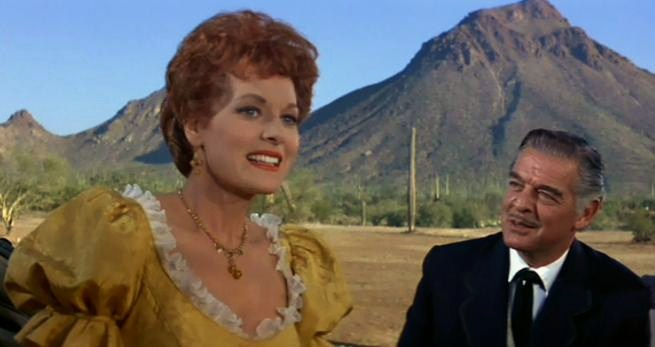
У фільмі «МакЛінток!» (1963)

За кілька годин до відплиття у США її кавалер, співробітник студії Джордж Х. Браун, переконав Морін Сімонс вступити з ним в шлюб, але церемонії завадили матір Морін і Чарльз Лоутон, і вона не була проведена до кінця. Незавершений шлюб був анульований через три роки.

### Успіх і визнання
Після завершення зйомок «Горбаня з Нотр-Дама» Чарльз Лоутон вирішив не повертатися з Морін О'Хара на батьківщину через Другу світову війну, що почалася в Європі. Він знайшов їй роботу на студії «RKO», де в наступні кілька років їй доводилося грати невеликі ролі в другосортних фільмах. Джон Форд помітив і запросив її в свій фільм «Якою зеленою була моя долина», що вийшов у 1941 році. Наступні роки її роботи в Голлівуді принесли Морін О'Хара великий успіх і популярність у публіки. Закріпившись у Голлівуді, вона  вирішила не повертатися в Ірландію і в 1946 році прийняла американське громадянство.
У 1941, відразу ж після анулювання першого шлюбу, О'Хара одружилася з режисером Віллом Прайсом. У 1944 році вона народила дочку Бронвайн Фітцсімонс Прайс. У 1953 союз розпався, за чутками через алкоголізм чоловіка.
У доповненні до акторського таланту, Сорін О'Хара володіла прекрасним сопрано, але на кіностудіях це так і не оцінили, тому що вона була затребувана не в музичних фільмах, а в пригодницьких і вестернах. Цю проблему їй вдалося вирішити в 1950-х, коли вона стала гостею у різних музичних вар'єте на телебаченні, за участю Перрі Комо, Енді Вільямса і Бетті Грейбл. У 1960 році вона також з'явилася у бродвейському мюзиклі «Христина», а надихнувшись його успіхом, записала дві пластинки — «Love Letters from Maureen O'Hara» і «Maureen O'Hara Sings her Favorite Irish Songs».
На піку своєї кар'єри Морін О'Хара стала визнаною іконою «золотого століття» Голлівуду. Найвищої популярності вона сягнула завдяки ролям у режисера Джона Форда.

### Пізніша кар'єра
У 1968 році Морін О'Хара одружилася з колишнім генералом американських ВПС Чарльзом Ф. Блером молодшим. Через кілька років після весілля акторка майже припинила зніматися і повністю присвятила себе родині. Але у 1978 році чоловік загинув в авіакатастрофі над Карибським морем. Від нього їй дісталася частина акцій авіакомпанії «Antilles Airboats», яку вона протягом деякого часу очолювала, а потім продала.

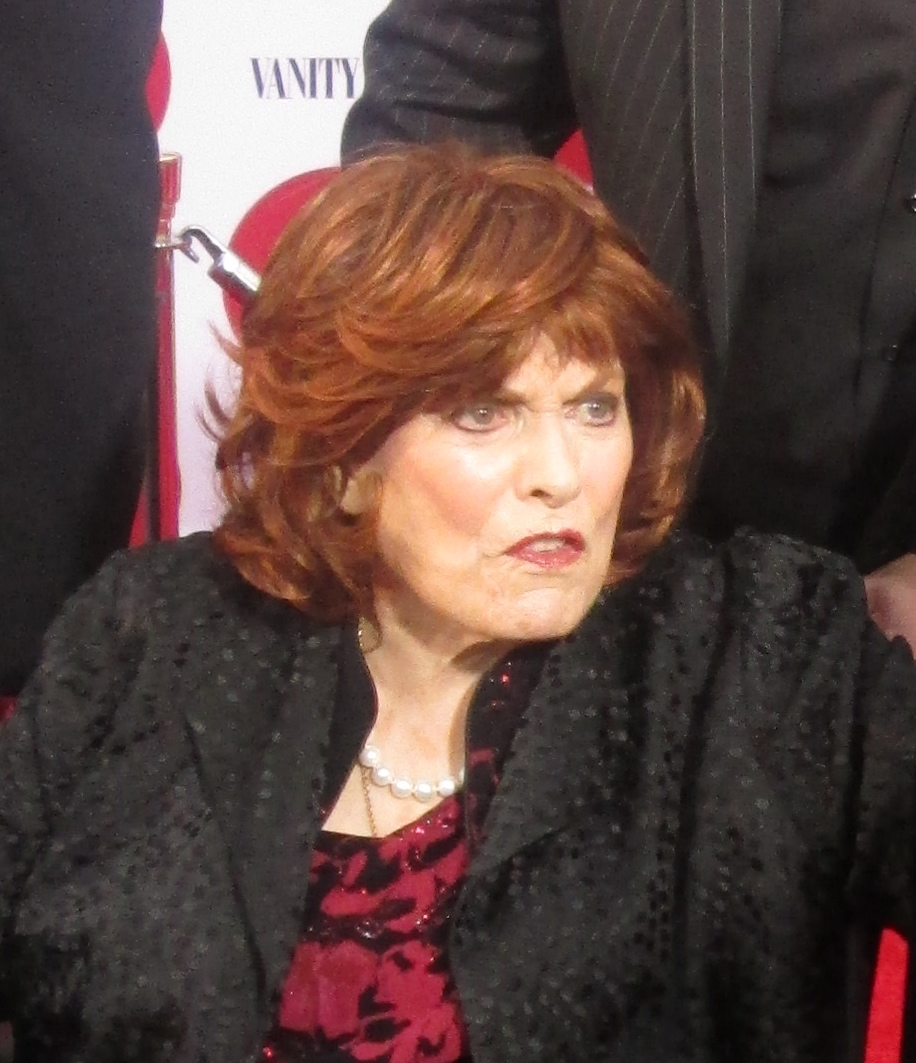
На кінофестивалі TCM у 2014 році

Після смерті чоловіка вона лише раз з'явилася на великому екрані — у 1991 році виконала роль Роуз Малдун у романтичній комедії «Зрозуміє тільки самотній», з Джоном Кенді у головній ролі. На телебаченні і далі зрідка з'являлася аж до 2000 року.
За внесок у кіно акторка відзначена зіркою на Голлівудській алеї слави, а у 1993 році її ім'я включено до Залу слави акторів вестернів у Національному музеї вестернів в Оклахомі. У березні 1999 року Морін О'Хара була обрана великим маршалом параду Святого Патріка в Нью-Йорку.

### XXI століття
У 2004 вийшла в світ її автобіографія «Tis Herself», і в тому ж році Ірландська академія кіно вручила Морін О'Харі в Дубліні премію за «Досягнення всього життя».
У 2005 році журнал «Irish America» назвав Морін О'Хара «Жінкою року», урочистості з нагоди чого пройшли у нью-йоркському готелі «Plaza».
Останні роки життя акторка проживала час від часу то в Ірландії, де мала будинок у селі Гленгарріфф у графстві Корк, або в Аризоні, або на Віргінських островах.
У листопаді 2014 року 94-річна акторка була нагороджена почесною премією «Оскар» за життєвий внесок у світовий кінематограф. 
Морін О'Хара померла уві сні 24 жовтня 2015 року в місті Бойсі, штат Айдахо.

## Вибрана фільмографія
- 1938 — Моя ірландська Моллі / My Irish Molly — Ейлін О'Ши
- 1939 — Таверна «Ямайка» / Jamaica Inn — Мері Єллен
- 1939 — Горбань із Нотр-Дама / The Hunchback of Notre Dame — Есмеральда
- 1940 — Танцюй, дівчинка, танцюй / Dance, Girl, Dance — Джуді О'Браєн
- 1941 — Якою зеленою була моя долина / How Green Was My Valley — Ангарад Морган
- 1941 — Вони познайомилися в Аргентині / They Met in Argentina — Лоліта О'Ши
- 1942 — Чорний лебідь / The Black Swan — леді Маргарет Денбі
- 1942 — До берегів Триполі / To the Shores of Tripoli — Мері Картер
- 1942 — Десять джентльменів з Вест Пойнт / Ten Gentlemen from West Point — Керолайн Бейнбрідж
- 1943 — Ця земля моя / This Land Is Mine — Луїза Мартін
- 1943 — Безсмертний сержант / Immortal Sergeant  / Валентина Лі
- 1943 — Падший горобець / The Fallen Sparrow — Тоні Донн
- 1944 — Буффало Білл / Buffalo Bill — Луїза Фредерік Коді
- 1945 — Іспанські морські володіння / The Spanish Main — графиня Франческа
- 1946 — Сентиментальна подорож / Sentimental Journey — Джулі Бек / Ветерлі
- 1947 — Синдбад-мореплавець / Sinbad the Sailor — Ширін
- 1947 — Диво на 34-й вулиці / Miracle on 34th Street — Доріс Вокер
- 1948 — Спритно влаштувався / Sitting Pretty — Тесі Кінг
- 1949 — Жіночий секрет / A Woman's Secret — Меріен Вошберн
- 1950 — Ріо-Гранде / Rio Grande — місіс Кетлін Йорк
- 1952 — Тиха людина / The Quiet Man — Мері Кейт Данахер
- 1955 — Леді Годива з Ковентрі / Lady Godiva of Coventry — Леді Ґодіва
- 1957 — Крила орлів / The Wings of Eagles — Мін Від
- 1959 — Наша людина в Гавані / Our Man in Havana — Беатріс Северн
- 1961 — Смертельні попутники / The Deadly Companions — Кіт Тилден
- 1961 — Пастка для батьків / The Parent Trap — Маргарет «Меггі» Маккендрік
- 1963 — МакЛінток! / McLintock! — Кетрін Маклінток
- 1965 — Битва в Вілла Фіоріта / The Battle of the Villa Fiorita — Мойра
- 1971 — Великий Джейк / Big Jake — Март Маккандлес
- 1991 — Зрозуміє тільки самотній / Only the Lonely — Роуз Малдун